# Sto rock
Sto rock è un singolo di Piero Pelù, pubblicato esclusivamente in download digitale il 28 febbraio 2014, secondo e ultimo estratto dalla raccolta Identikit. Il brano è stato trasmesso per la prima settimana dalla sua uscita in esclusiva sulle frequenze di Virgin Radio Italia, e nelle settimane successive anche dalle altre emittenti radiofoniche.

## Videoclip
Il video del brano è stato diffuso il 19 marzo 2014 su YouTube, è ambientato in una metropoli, il protagonista è un ragazzo in bicicletta che gira per la città affiggendo in vari posti dei poster che ritraggono vari momenti della carriera di Pelù alternati a cartelli con scritti parti del testo della canzone.

## Tracce
1. Sto rock – 3:39